# Phascolarctidae
Họ Phascolarctidae (φάσκωλος (phaskolos) - túi, ἄρκτος (arktos) - gấu, từ tiếng Hy Lạp phascolos + arctos nghĩa là "gấu có túi") là một họ thú có túi trong Bộ Hai răng cửa (Diprotodontia). Họ này được Owen miêu tả năm 1839. Họ này chỉ còn duy nhất một loài sinh tồn là koala, và 6 loài hóa thạch nổi tiếng, với 5 loài hóa thạch ít được biết đến khác, và 2 loài hóa thạch thuộc chi Koobor, có tính phân loại gây tranh cãi nhưng được đặt vào nhóm này. Họ hàng gần nhất của họ này là gấu túi mũi trần (họ Vombatidae).
Ghi chép hóa thạch của họ này có từ vào giữa thế Miocen hoặc cuối thế Oligocen.

## Phân loại
Họ Phascolarctidae
- Chi †Nimiokoala
  - †Koala sông ngòi rừng nhiệt đới - Nimiokoala greystanesi
- Chi †Invictokoala[5]
  - †Invictokoala monticola
- Chi †Madakoala
  - †Madakoala robustus
  - †Madakoala wellsi
  - †Madakoala devisi
- Chi †Litokoala
  - †Litokoala garyjohnstoni
  - †Litokoala kutjamarpensis
  - †Litokoala kanunkaensis
- Chi †Koobor
  - †Koobor jimbarrati
  - †Koobor notabilis
- Chi †Perikoala
  - †Perikoala palankarinnica
  - †Perikoala robustus
- Chi Phascolarctos
  - †Phascolarctos maris
  - Koala - Phascolarctos cinereus
  - †Koala khổng lồ- Phascolarctos stirtoni
  - †Phascolarctos yorkensis (formerly Cundokoala yorkensis)[6]
- Chi †Priscakoala
  - †Priscakoala lucyturnbullae[7]

## Hình ảnh

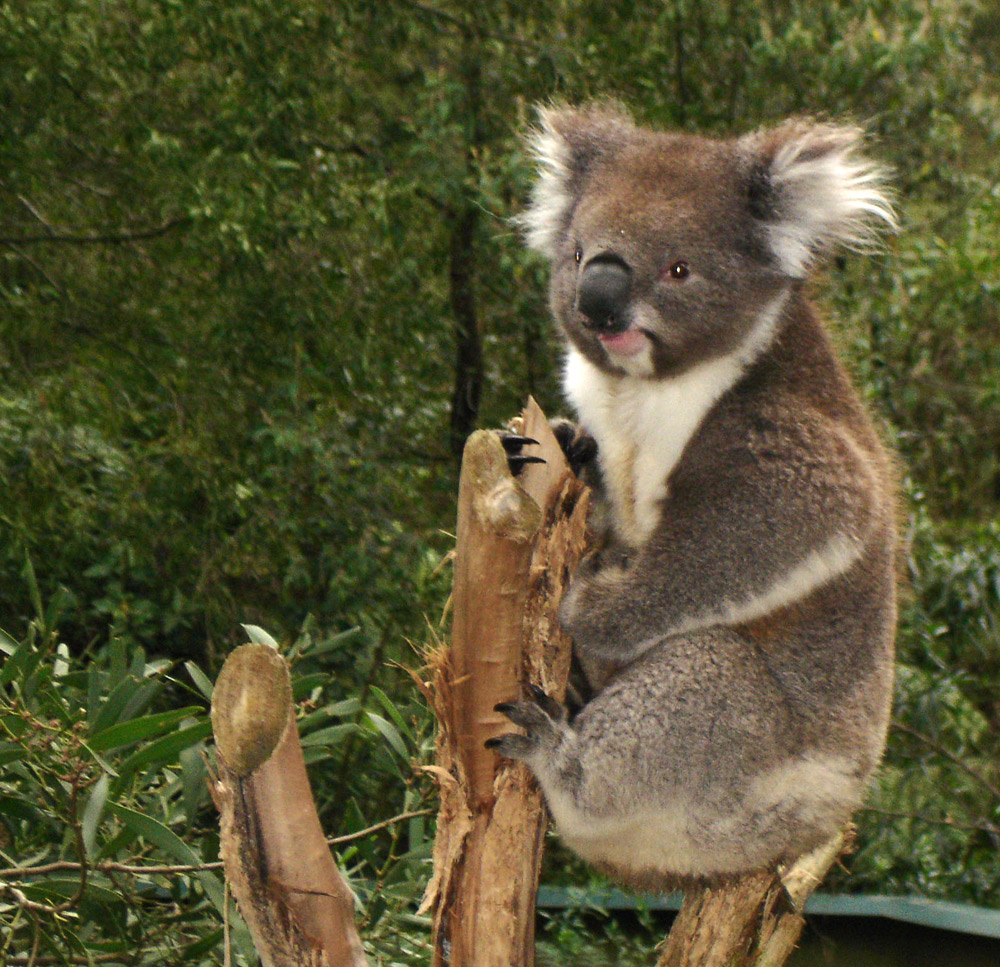
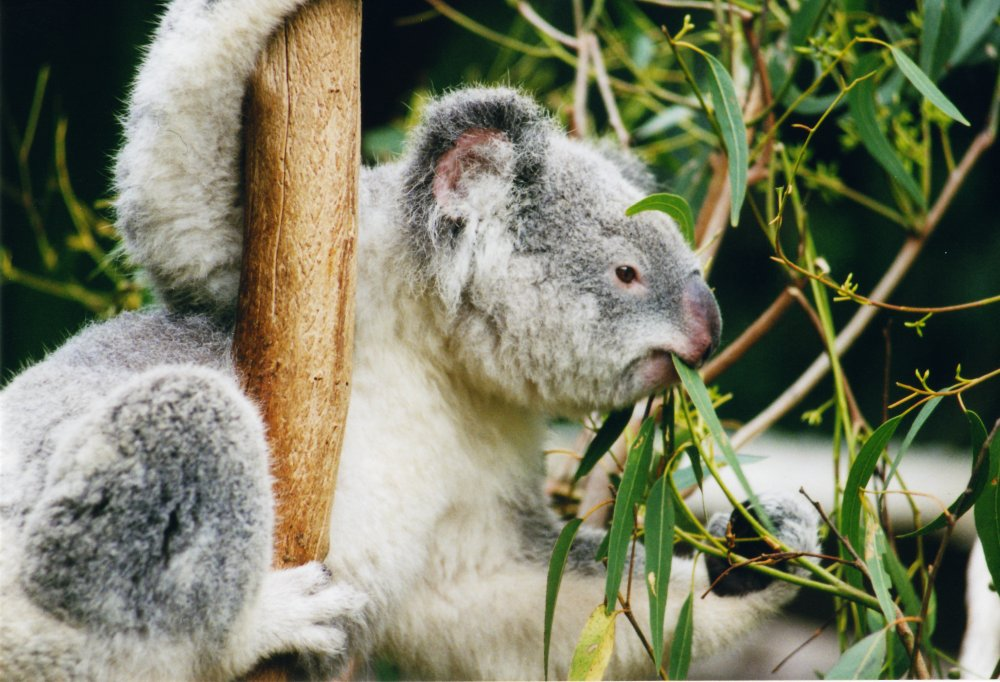